# Сандомјеж
Сандомјеж (пољ. Sandomierz) је град у Пољској у Војводству Светокришком у Повјату Сандомјежком. Према попису становништва из 2011. у граду је живело 24.894 становника.

## Становништво
Према прелиминарним подацима са пописа, у граду је 2011. живело 24.894 становника.
| 2002.  | 2011.  | 2012.  |
| ------ | ------ | ------ |
| 25.633 | 24.894 | 24.731 |

## Партнерски градови
- Емендинген
- Ostroh
- Njuark